# Paul Kristeller
Paul Kristeller (* 31. Oktober 1863 in Berlin; † 2. Oktober 1931 in Meersburg) war ein deutscher Kunsthistoriker und Privatgelehrter.

## Leben
James Paul Kristeller, Sohn des Kaufmannes Hermann Kristeller (1828–1915), Neffe des Gynäkologen Samuel Kristeller, studierte Kunstgeschichte in Berlin, München und Leipzig und wurde 1888 in Leipzig promoviert.
Er arbeitete ab 1894 u. a. fünf Jahre in Bologna und Rom über ältere Grafik. Er galt als bedeutender Forscher auf dem Gebiete des frühen italienischen Holzschnittes, Kupferstiches und illustrierten Buches und gab die Veröffentlichungen der Graphischen Gesellschaft heraus.
Er war mit der Violinistin Clara Kristeller verheiratet.

## Schriften (Auswahl)
- Die Strassburger Bücher-Illustration im XV. und im Anfange des XVI. Jahrhunderts, Seemann, Leipzig 1888 (= Dissertation, Digitalisat)
- Kupferstich und Holzschnitt in vier Jahrhunderten, Cassirer, Berlin 1905 (mehrere Auflagen)
- Die lombardische Graphik der Renaissance, Cassirer, Berlin 1913 (Nachdruck Olms, Hildesheim 1975, ISBN 3-487-05900-2)